# Jésus et la Samaritaine
Pour les articles homonymes, voir Samaritain (homonymie).

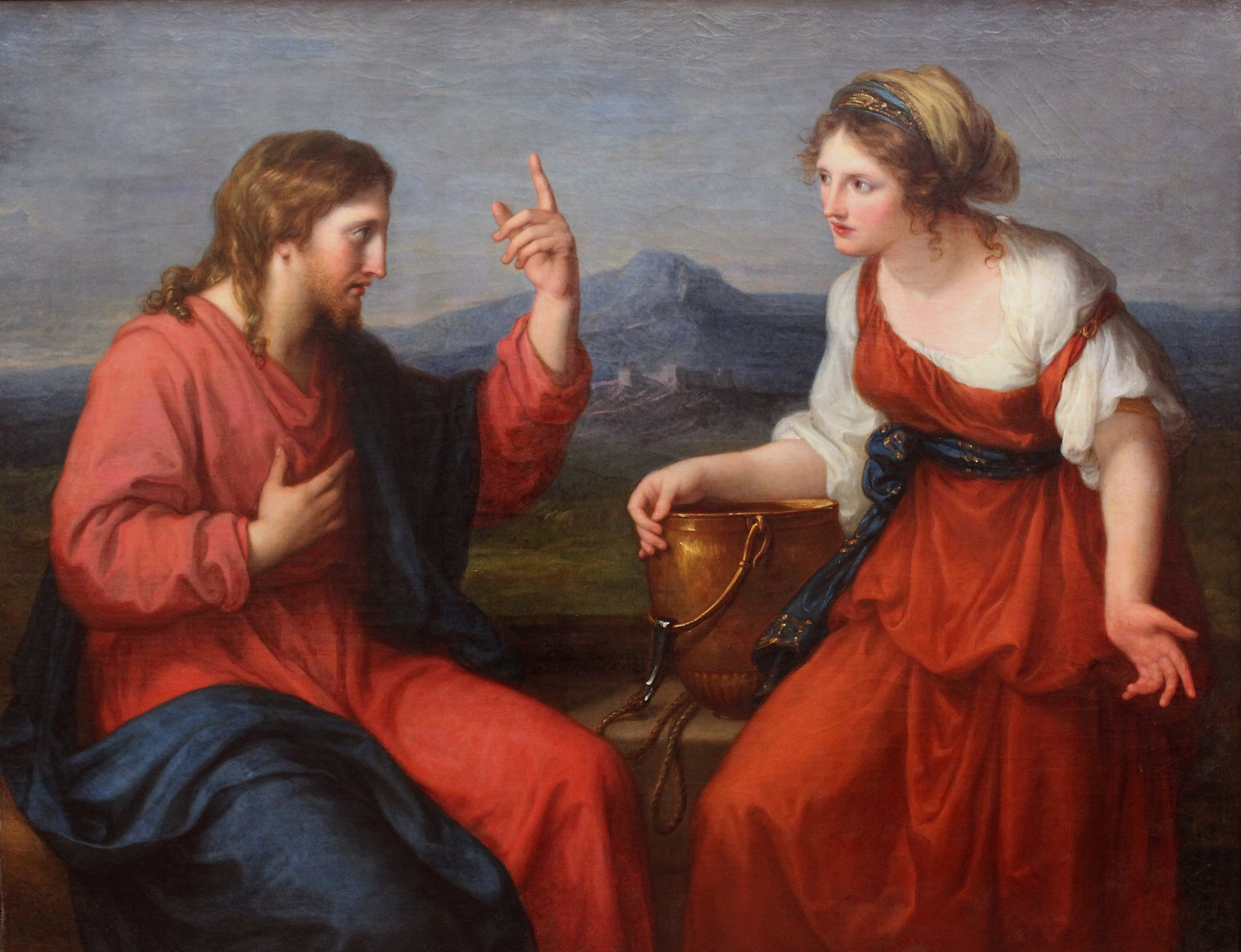
Angelica Kauffmann: Jésus et la Samaritaine au puits de Jacob, Munich, Neue Pinakothek.

Dans le Nouveau Testament, seul le texte de Jean (IV, 1-30) raconte l'épisode de la rencontre de Jésus et de la Samaritaine. Selon la tradition du christianisme orthodoxe, cette femme est nommée Photine la Samaritaine.
Comme, se reposant près d'un puits lors de son retour en Galilée, Jésus lui demande à boire, la Samaritaine s'étonne qu'il ose, lui, un Juif, lui demander de l'eau : les Juifs méprisaient les Samaritains et ne leur adressaient pas la parole. Jésus lui répond que l'eau qu'elle puise n'étanche pas la soif, mais que l'eau vive qu'il donne devient jaillissante et que quiconque en boit n'aura plus jamais soif.

## Texte biblique

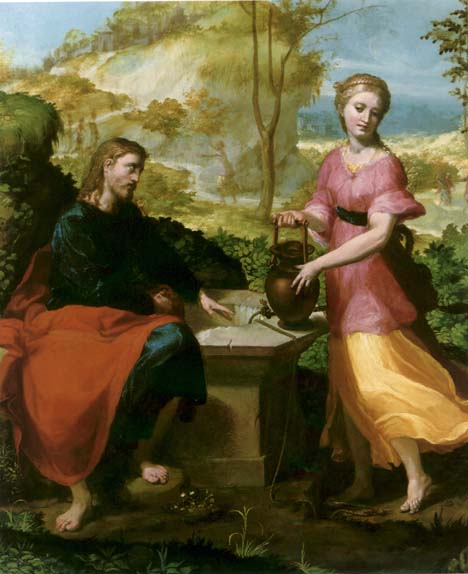
Le Christ et la femme de Samarie, Michelangelo Anselmi.

« Comme il fallait qu’il passât par la Samarie, il arriva dans une ville de Samarie, nommée Sychar, près du champ que Jacob avait donné à Joseph, son fils. Là se trouvait le puits de Jacob. Jésus, fatigué du voyage, était assis au bord du puits. C’était environ la sixième heure. Une femme de Samarie vint puiser de l’eau. Jésus lui dit : “ Donne-moi à boire ”. Car ses disciples étaient allés à la ville pour acheter des vivres. La femme samaritaine lui dit : “ Comment toi, qui es Juif, me demandes-tu à boire, à moi qui suis une femme samaritaine ? ” Les Juifs, en effet, n’ont pas de relations avec les Samaritains. Jésus lui répondit : “ Si tu connaissais le don de Dieu et qui est celui qui te dit : Donne-moi à boire ! tu lui aurais toi-même demandé à boire, et il t’aurait donné de l’eau vive ”. “ Seigneur, lui dit la femme, tu n’as rien pour puiser, et le puits est profond ; d’où aurais-tu donc cette eau vive ? Es-tu plus grand que notre père Jacob, qui nous a donné ce puits, et qui en a bu lui-même, ainsi que ses fils et ses troupeaux ? ” Jésus lui répondit : “ Quiconque boit de cette eau aura encore soif ; mais celui qui boira de l’eau que je lui donnerai n’aura jamais soif, et l’eau que je lui donnerai deviendra en lui une source d’eau qui jaillira jusque dans la vie éternelle ”. La femme lui dit : “ Seigneur, donne-moi cette eau, afin que je n’aie plus soif, et que je ne vienne plus puiser ici ”. “ Va, lui dit Jésus, appelle ton mari, et viens ici ”. La femme répondit : “ Je n’ai point de mari ”. Jésus lui dit : “ Tu as eu raison de dire : Je n’ai point de mari. Car tu as eu cinq maris, et celui que tu as maintenant n’est pas ton mari. En cela tu as dit vrai ”. “ Seigneur, lui dit la femme, je vois que tu es prophète. Nos pères ont adoré sur cette montagne ; et vous dites, vous, que le lieu où il faut adorer est à Jérusalem ”. “ Femme, lui dit Jésus, crois-moi, l’heure vient où ce ne sera ni sur cette montagne ni à Jérusalem que vous adorerez le Père. Vous adorez ce que vous ne connaissez pas ; nous, nous adorons ce que nous connaissons, car le salut vient des Juifs. Mais l’heure vient, et elle est déjà venue, où les vrais adorateurs adoreront le Père en esprit et en vérité ; car ce sont là les adorateurs que le Père demande. Dieu est Esprit, et il faut que ceux qui l’adorent l’adorent en esprit et en vérité ”. La femme lui dit : “ Je sais que le Messie doit venir (celui qu’on appelle Christ) ; quand il sera venu, il nous annoncera toutes choses ”. Jésus lui dit : “ Je le suis, moi qui te parle ”. Là-dessus arrivèrent ses disciples, qui furent étonnés de ce qu’il parlait avec une femme. Toutefois aucun ne dit : “ Que demandes-tu ? ” ou : “ De quoi parles-tu avec elle ? ” Alors la femme, ayant laissé sa cruche, s’en alla dans la ville, et dit aux gens : “ Venez voir un homme qui m’a dit tout ce que j’ai fait ; ne serait-ce point le Christ ? ” »

— Évangile selon Jean, chapitre 4, versets 4 à 29

## Thème artistique

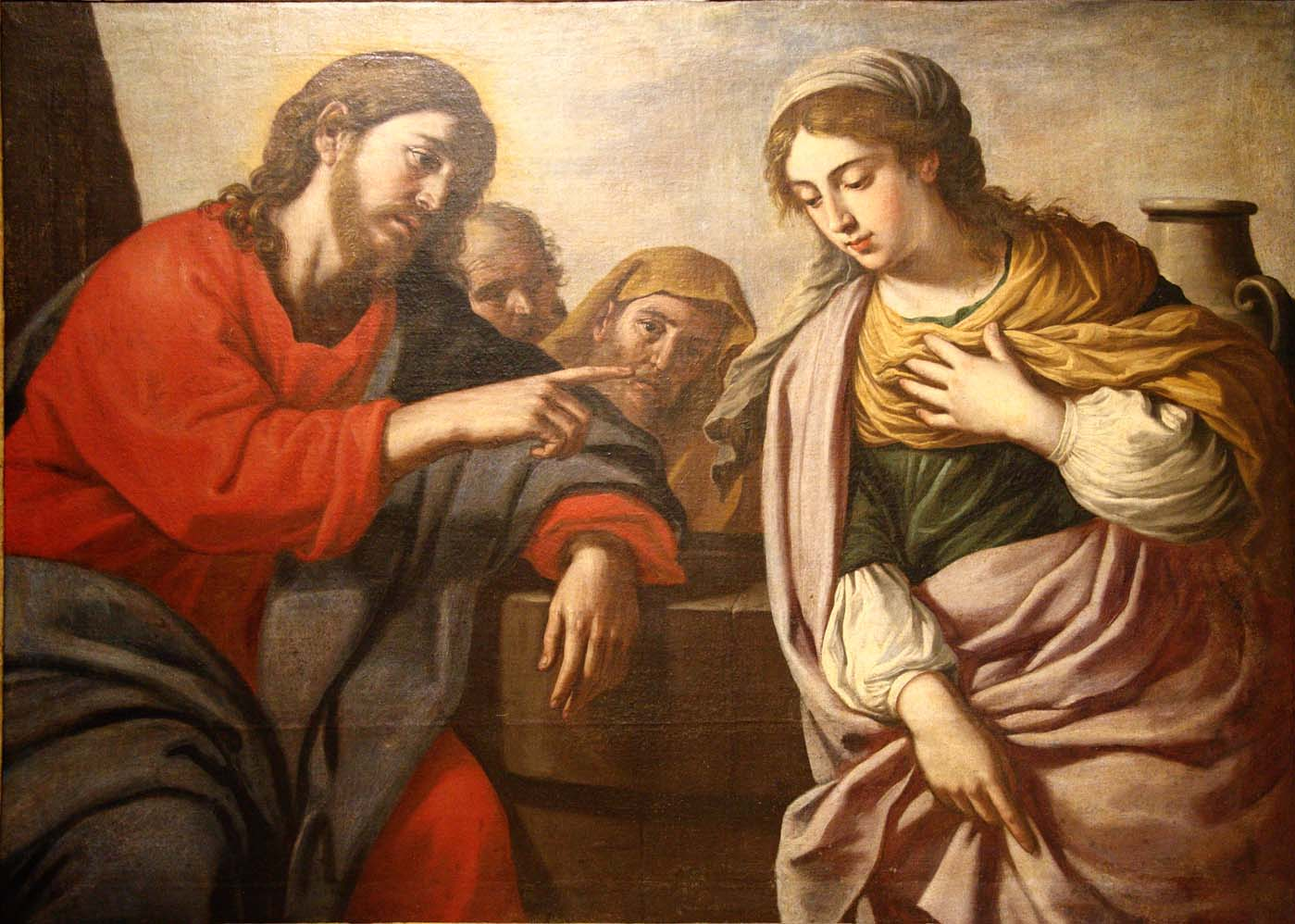
Le Christ et la Samaritaine, Stefano Erardi.

Ce célèbre épisode évangélique a été traité de très nombreuses fois dans l'art du vitrail, en peinture ou en sculpture. Tableaux ornant les églises (et maintenant les musées) ou statues décorant souvent les fontaines publiques : parfois, même disparues, ces œuvres sculpturales ont laissé leur nom aux lieux où elles se trouvaient (ainsi en est-il du magasin de La Samaritaine ou du plan d'eau de Buzancy).

### Liste d'œuvres
- Duccio, Le Christ et la Samaritaine, 1310, (Musée Thyssen-Bornemisza, Madrid)
- Jean-François de Troy, Jésus et la Samaritaine, 1742 (Musée des Beaux-Arts de Lyon)
- Le Pérugin, Le Christ et la Samaritaine (Art Institute of Chicago)
- Bernardo Strozzi, Le Christ et la Samaritaine
- Rembrandt, Jésus et la Samaritaine
- Le Guerchin, Le Christ et la Samaritaine
- Philippe de Champaigne, Jésus et la Samaritaine
- Pierre Mignard, Jésus et la Samaritaine (musée du Louvre, Paris)
- Sebastiano Ricci, Le Christ et la Samaritaine, vers 1724, Royal Collection, Hampton Court, salle à manger publique[1]
- Jean-Faur Courrège, Le Christ et la Samaritaine (musée des beaux-arts de Bordeaux).
- Edmond Rostand, La Samaritaine, évangile en 3 tableaux, en vers, 1895 lire en ligne sur Gallica